# Рон Уизли
Рональд Билиус Уизли (англ. Ronald Bilius Weasley, род. 1 марта 1980) — персонаж серии романов о Гарри Поттере. Лучший друг Гарри Поттера и Гермионы Грейнджер, один из главных героев романа. Член семейства Уизли. Учился в школе Хогвартс на факультете Гриффиндор. Впервые упоминается в книге «Гарри Поттер и философский камень». В серии фильмов Рона сыграл Руперт Гринт.
Шестой из детей Артура и Молли Уизли. Как и его родители, лояльно относится к маглам и маглорождённым волшебникам (при этом его род входит в число самых чистокровных — Священные 28).
Мать Рона часто ставит старших детей в пример младшим, и Рон — не исключение. Из-за этого у него выработался комплекс «второсортности». Поступив в Хогвартс, Рон надеется в чём-то превзойти братьев… По иронии судьбы, его лучшими друзьями становятся знаменитый на весь волшебный мир Гарри Поттер и самая способная студентка на курсе Гермиона Грейнджер.
Рон страдает арахнофобией. В детстве один из близнецов Уизли в отместку за сломанную игрушечную метлу превратил плюшевого мишку Рона в паука, и с тех пор мальчик боится даже безобидных домашних паучков.
Рон обладает хорошим чувством юмора, любит поесть и списать у Гермионы домашнее задание. Он — верный товарищ. Для Гарри Рон стал первым другом-сверстником и настоящим проводником в волшебный мир — вплоть до последней книги он просвещает выросшего среди маглов мальчика, раскрывая тому всяческие нюансы и специфические детали, касающиеся жизни в мире магов.
Из недостатков Рона можно отметить излишнюю эмоциональность и неуверенность в себе. Мальчик очень стесняется того, что его многодетные родители небогаты и потому мантия, учебники и даже питомцы ему достаются от братьев. При этом Рон сильно привязан к своей семье. Гарри Поттер часто по-доброму ему завидует: хоть у Рона нет ни славы, ни кругленькой суммы в банке, но зато есть то, чего не купишь ни за какие деньги — любящая семья.
Как и у всех Уизли, у Рона рыжие волосы. Глаза у него голубые, а нос длинный. 

«Она показала на последнего из четырёх мальчиков. Он был длинный, тощий и нескладный, с большими руками и ступнями, а лицо его было усыпано веснушками»

## Роль в книгах

### Первый год в Хогвартсе
Рон впервые появляется в романе «Гарри Поттер и философский камень». Когда Гарри потерялся на железнодорожной станции Кингс-Кросс, он замечает семью Уизли, направляющуюся к барьеру платформы 9 ¾. Позже Рон и Гарри оказываются в одном купе Хогвартс-экспресса. Мальчики быстро нашли общий язык и стали лучшими друзьями. Затем в купе появляется Гермиона Грейнджер, всезнайка, с которой они тоже поневоле становятся знакомыми. Следующим в купе заходит Драко Малфой со своими телохранителями Крэббом и Гойлом, который хочет подружиться с Гарри. Но он начинает издеваться над Роном и его семьёй, и Гарри, конечно, заступается за нового друга. 
Гарри, Рон и Гермиона попадают на один факультет — Гриффиндор. Гермиона всё больше раздражает мальчиков своим всезнайством. В разговоре с Гарри Рон даже замечает: "Если честно, она - настоящий кошмар". У случайно услышавшей это Гермионы начинается истерика. 
Но вскоре после этого Гарри и Рону приходится спасать Гермиону от тролля, с чем они успешно справляются. И они с сокурсницей становятся лучшими друзьями.
Рон играет важную роль при поисках философского камня. После спуска в подземелье, в котором хранился философский камень, мальчик становится главным стратегом в шахматном поединке с заколдованными фигурами, являющимися частью охраны. Он получает ранение и не может продолжать продвижение вперёд. Благодаря Рону Дамблдор по окончании учебного года присвоил Гриффиндору 50 очков («за лучшую шахматную партию в истории Хогвартса»).

### Второй год в Хогвартсе
Рон появляется на страницах второй книги «Гарри Поттер и Тайная комната», когда он с близнецами забирает Гарри от Дурслей.
Отправляясь в Хогвартс с вокзала Кингс-Кросс, Гарри и Рон не смогли пройти сквозь барьер платформы 9 ¾. Мальчики решают взять летающий Ford Anglia и на нём отправиться в Хогвартс. Когда друзья уже долетают до территории замка, машина теряет управление и разбивается, попадая в Гремучую Иву. Палочка Рона ломается на две части. Автомобиль «обижается» на пассажиров и уезжает в Запретный лес. Рон получает Громовещатель от своей матери, которая отчитывает его за то, что он взял машину. Мальчик безуспешно пытается починить свою палочку с помощью волшебного скотча.
Когда же Драко Малфой обзывает Гермиону грязнокровкой, разгневанный Рон пытается заколдовать его с помощью своей палочки. Но заклинание срабатывает в обратную сторону, и Рона начинает тошнить слизняками (увидев это, слизеринская команда по квиддичу чуть со смеху не лопнула). Позже, в хижине Хагрида, мальчик объясняет друзьям, что значит слово "грязнокровка" (в фильме это делает Гермиона).
На протяжении всего года Рон, Гарри и Гермиона узнают о Наследнике Слизерина, его комнате и других тайнах основателя. Однажды, отправившись, по совету Хагрида (друга троицы), за пауками, Рон и Гарри забредают в самую чащу Запретного Леса и находят там Арагога. Арагог — гигантский акромантул, любимец Хагрида. От стаи пауков ребят спасает Ford Anglia.
Чтобы выяснить, является ли Малфой наследником Слизерина, Рон вместе с Гарри выпивают Оборотное зелье, превращаясь в Крэбба и Гойла соответственно.
В Тайной комнате Златопуст Локонс предпринимает попытку стереть мальчикам память, воспользовавшись сломанной палочкой Рона, но заклинание действует в обратную сторону, и Локонс теряет память навсегда. Образуется завал, отделивший Гарри от Рона и Локонса. Гарри отправляется на поиски Джинни один. После победы над Василиском и Томом Реддлом все четверо благополучно выбираются из Тайной комнаты.

### Третий год в Хогвартсе
Летом семья Уизли выигрывает в лотерею 700 галлеонов и отправляется в Египет. Позже, по возвращении в Лондон, Рон встречает Гарри и Гермиону в «Дырявом Котле». Вместе они отправляются в Хогвартс.
В Хогвартсе новый преподаватель — Римус Люпин — преподаёт ученикам Защиту От Тёмных Искусств. На одном из уроков проходят боггартов. Перед Роном боггарт принимает форму гигантского паука, которого он впоследствии успешно превращает в паука без лап (по книге) / на роликах (по фильму) заклинанием «Ридикулус».
Долгое время Рон ссорится с Гермионой из-за своей крысы Коросты. Живоглот — кот Гермионы — постоянно, как считает мальчик, пытается съесть грызуна. Когда крыса пропадает, Рон обвиняет кота в убийстве. Однако обвинения неоправданны. В дальнейшем крыса обнаруживается в кувшине в хижине Хагрида.
Рон гордится тем, что как-то ночью полог его кровати распорол беглый преступник — Сириус Блэк. Наконец-то внимание приковано к нему, а не к Гарри.
Позже на Рона нападает Сириус Блэк в обличье пса, при этом сам Рон остаётся почти невредимым (сломал лодыжку, зацепившись ею о корень Гремучей Ивы, когда Сириус его потащил в нору). Зато он узнает вместе с друзьями правду о «преступнике».
После всех приключений Рон приглашает Гарри на Чемпионат по квиддичу летом.

### Четвёртый год в Хогвартсе
Летом вся семья Уизли вместе с Гарри и Гермионой отправляются на Чемпионат Мира по квиддичу. Там они становятся свидетелями вызова черной метки.
В Хогвартсе ученики узнают, что в этом году будет проводиться Турнир Трех Волшебников.
Участвовать в соревновании можно только совершеннолетним, поэтому, когда Кубок огня выбрал Гарри для участия в Турнире Трёх Волшебников, Рон обозлился на друга. Несмотря на обиду, Рон пытается рассказать Гарри через Гермиону о первом состязании (драконы), однако это делает Хагрид. После прохождения Гарри первого испытания Турнира Рон понимает, что Турнир очень опасен, и Гарри не хотел в нём участвовать. Рон просит прощения у Гарри.
На Святочный бал Рон идёт в паре с Падмой Патил. Хотя перед этим он приглашал Гермиону. Однако она отказалась. На балу парень ругается с девушкой из-за того, что она пошла сюда с «врагом» Гарри, с Виктором Крамом, который также является участником Турнира.
Во время второго испытания, в котором чемпионам надо было достать из Чёрного озера своих друзей, Гарри предстояло достать Рона.

### Пятый год в Хогвартсе
Рон стал старостой факультета Гриффиндор. Он один из немногих, кто верит в возвращение Волан-де-Морта. Был членом Отряда Дамблдора, вместе с пятью другими членами отправился в Министерство магии, участвовал в битве в Отделе тайн.

### Шестой год в Хогвартсе
Гарри становится новым капитаном команды по квиддичу. Одновременно с этим Рон проходит отборочные испытания на роль вратаря. Главным конкурентом Рона становится Кормак Маклагген.
Рон начинает встречаться с Лавандой Браун; правда, через некоторое время они расстаются: Рон съедает пропитанные Приворотным зельем конфеты от Ромильды Вэйн и Гарри ведёт его к Слизнорту. Там Рон выпивает отравленную Малфоем медовуху и попадает в больничное крыло. По фильму, там он, будучи в обмороке, выговаривает имя Гермионы. Однако в книге они расстаются, когда Гарри, Рон и Гермиона выходят из спальни мальчиков (Гарри был в мантии-невидимке, и Лаванда подумала, что Рон и Гермиона были там вдвоём). В конце Рон решает идти с Гарри и Гермионой искать крестражи Волан-де-Морта и приглашает друзей на свадьбу Билла и Флёр.

### Седьмой год в Хогвартсе
Летом Рон принимает участие в операции «Семь Поттеров», выпив Оборотное зелье. Рон соглашается пойти с Гарри на поиски крестражей Тёмного лорда. Опасаясь за здоровье своих родных, Рон распространяет новость о том, что он болен обсыпным лишаём и лежит дома.
Дамблдор завещает Рону свой делюминатор. Во время свадьбы Билла и Флёр на «Нору» нападают Пожиратели смерти. Гарри, Рон и Гермиона трансгрессируют в Лондон. В кафе на них нападают Роули и Долохов. Друзья отправляются в Министерство и крадут медальон Слизерина. Пытаясь убежать от Яксли, Гермиона во время трансгрессии меняет направление, и Рона расщепляет в области плеча.
Рон носит медальон Слизерина, являющийся крестражем, на себе, что плохо влияет на него. Он ругается с друзьями и уходит. Позже он всё-таки решается вернуться, спасает Гарри Поттера и уничтожает медальон мечом Гриффиндора. Сообщает друзьям о табу, наложенном на имя Волан-де-Морта. Позже трое вместе с гоблином Крюкохватом крадут в банке Гринготтс ещё один крестраж — чашу Пуффендуй.
Вернувшись вместе с Гермионой и с чашей Пуффендуй в Хогвартс, Рон, подражая языку змей, открывает Тайную комнату и Гермиона уничтожает чашу клыком Василиска. После Рон впервые целуется с Гермионой. Принимает участие в Битве за Хогвартс, где видит смерть Фреда и вместе с Невиллом побеждает Сивого.

### Дальнейшая судьба
После окончания школы Рональд вместе с Гарри обучился на мракоборца и работал в Отделе мракоборцев в Министерстве магии. После двухлетней службы, ушёл и стал работать вместе с Джорджем в магазине «Всевозможные Волшебные Вредилки», который стал очень прибыльным делом. Женился на Гермионе Грейнджер. У них родилось двое детей: Роза и Хьюго Грейнджер-Уизли.